# Hafen Thiessow

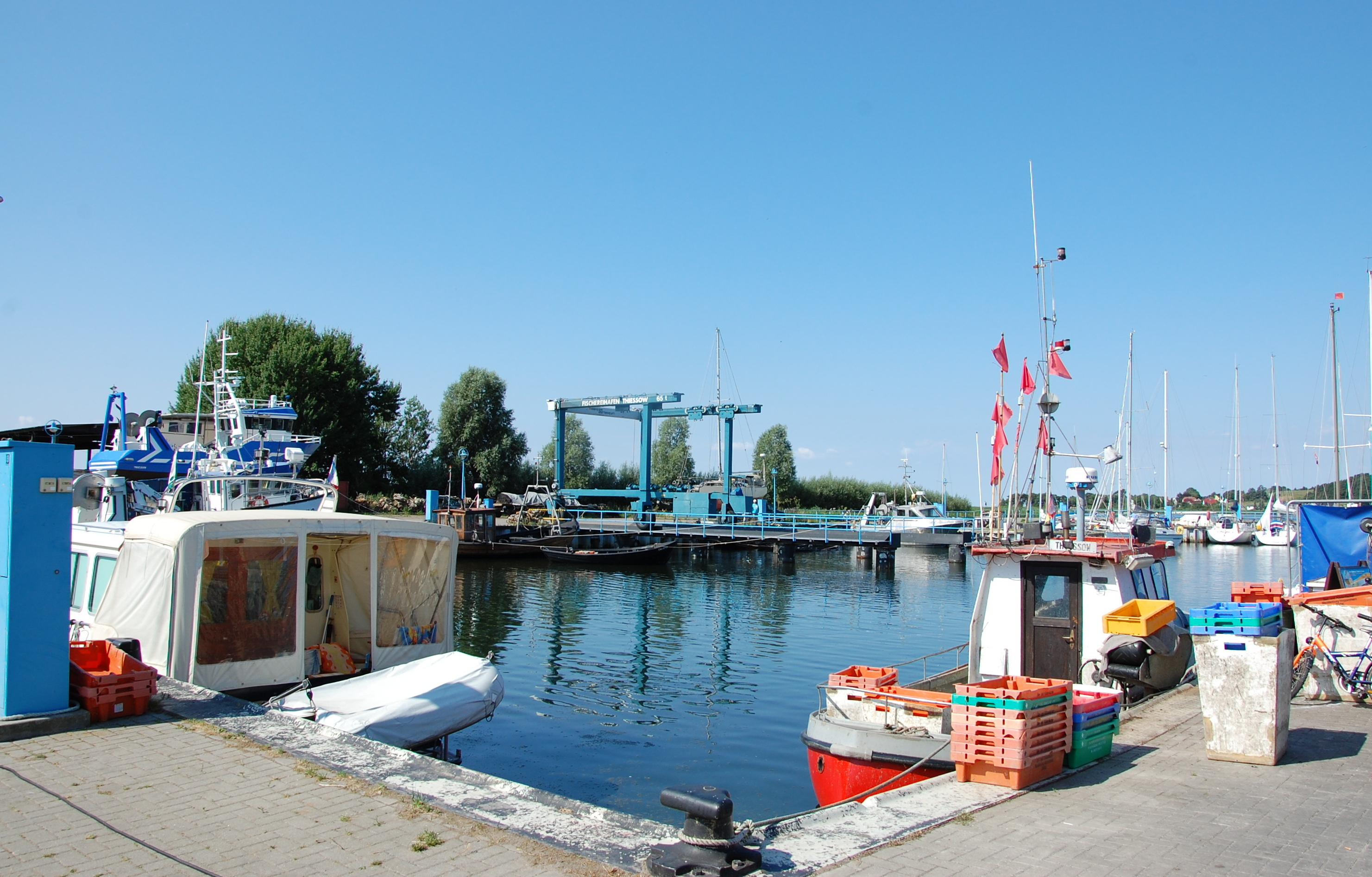
Hafen Thiessow

Der Hafen Thiessow ist ein kleiner Segler- und Fischereihafen im Ostseebad Thiessow auf der Ostseeinsel Rügen in Mecklenburg-Vorpommern.
Der Hafen befindet sich am südöstlichen Ende Rügens, am südöstlichen Ufer des Zicker-Sees, nordwestlich der Ortslage von Thiessow.
Er hat eine Wassertiefe von bis zu 2,5 Meter und bietet etwa 45 Liegeplätze. Zur Infrastruktur des Hafens gehören Sanitäranlagen mit Toiletten und Duschen, eine Slipanlage, eine Tankstelle für Dieselkraftstoff sowie Strom- und Wasseranschlüsse.
Die Ansteuerung zum Hafen Thiessow ist seit Jahren durch teils erhebliche Mindertiefen im Fahrwasserbereich erschwert und bedarf besonders aufmerksamer Navigation.